# Ультразвуковая сварка
Ультразвуковая сварка — сварка, источником энергии при которой являются ультразвуковые колебания.
Используется для сварки металлов, пластмасс, тканей, кожи, металлов со стеклом, полупроводниковыми материалами и др. Ультразвуковая сварка применяется при точечной, шовной и контурной сварке. При этом используются продольные и изгибные механические колебания.
В 1969 году был собран первый полностью пластиковый автомобиль, детали которого сваривались ультразвуковой сваркой.

## Сущность
Ультразвуковая сварка осуществляется при помощи непрерывно генерируемого ультразвука частотой 18-180 кГц. мощностью 0,01 — 10 кВт. Сварка происходит при одновременном воздействии на свариваемые поверхности механических ВЧ колебаний, внешнего давления, прикладываемого перпендикулярно к свариваемым поверхностям и теплового эффекта от ВЧ колебаний. Тепловое действие ВЧ ультразвуковых колебаний может сочетаться c дополнительным местным импульсным нагревом заготовок от отдельного внешнего источника теплоты.
При воздействии ВЧ колебаний происходит сухое трение частиц в свариваемых поверхностях. Под действием сухого трения разрушаются поверхностные плёнки (оксидные и их адсорбированных газов). Затем сухое трение сменятся на чистое трение, при котором образуются узлы схватывания. Образуются общие зерна, принадлежащие двум свариваемым поверхностям и общая граница между поверхностными зёрнами.
Типы сварных соединений металлов при ультразвуковой сварке: внахлёстку; по рельефам; с раздавливанием кромок; встык круглого элемента с плоским; крестообразное, круглых элементов; параллельное, круглых элементов; многослойных деталей и плёнок; угловое и др.

## Преимущества
- сварка может производиться по загрязнённым поверхностям, поэтому нe требуется предварительная подготовка поверхностей — только обезжиривание;
- выделение теплоты в зоне сварки ограничено по размерам, что не допускает перегрев при сваривании пластмасс;
- неразъемного соединения при сварке пластмасс возможно на большом удалении от точки ввода УЗ энергии;
- сварка возможна в труднодоступных местах;
- отсутствие вредных выделений;
- малое время нагрева соединения до температуры сварки — доли секунды;
- допускается сварка очень тонких (до 0,001 мм.) листов.

## Недостатки

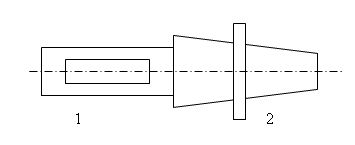
Магнитострикционный преобразователь. 1 — термомеханический преобразователь, 2 — трансформатор упругих колебаний.

- Необходимость использования дорогих генераторов ультразвука, однако с развитием силовой высокочастотной электроники стоимость генераторов ультразвука существенно снизилась;
- Мал диапазон толщин свариваемых материалов, однако подбирая форму свариваемых деталей можно добиться эффекта акустической линзы, фокусирующей ультразвук в зону сварки;
- Необходимость дополнительного внешнего сжатия деталей, однако для большинства других видов сварки пластмасс это тоже необходимое условие.

## Оборудование
Для УЗ сварки используются машины, разделяющиеся на машины для точечной контурной прессовой сварки, шовной и шовно-шаговой сварки, переносные установки, такие как ручные пистолеты малой мощности. Мощность машин составляет 100 — 1500Вт. Используемая частота — 20-22 кГц.
Ультразвук в машинах возбуждается в электромеханических пьезоэлектрических преобразователях, хотя до 1980-х годов было более распространён магнитострикционный эффект. Для увеличения амплитуды УЗ колебаний используются трансформаторы упругих колебаний, волноводы, концентраторы. Коэффициент усиления таких элементов доходит до 5. Для процесса сварки на конце концентратора необходимо иметь УЗ колебание амплитудой около 10-50 мкм.
По состоянию на 2010-е годы оборудование для ультразвуковой сварки выпускается во многих странах, в том числе и в России.
В СССР выпускались серии машин МТУ-4, МТУ-1,5, УЗС, МС41-П2 и др., использующие УЗ колебания для сварки выводов микросхем.
В России исследованием процессов и отработкой технологии ультразвуковой сварки активно занимаются в Бийском технологическом институте под руководством профессора В.Н. Хмелёва, а также во Всероссийском научно-исследовательском институте токов высокой частоты под руководством профессора И.В. Петушко.